# Франц Марквард фон Хорнщайн-Гьофинген
Франц Марквард Антон фон Хорнщайн-Гьофинген (на немски: Franz Marquard Anton Freiherr von Hornstein zu Göffingen; * 12 ноември 1683, Гьофинге/Унлинген на Дунав; † 20 декември 1740, Цурсмарсхаузен до Аугсбург) е благородник от стария швабски род фон Хорнщайн от Бинген в Зигмаринген, Баден-Вюртемберг, фрайхер на Хорнщайн-Гьофинген (в Унлинген на Дунав) тогава в Предна Австрия. Той е императорски съветник и княжески съветник в Аугсбург.
Фрайхер Франц Марквард построява днешната барок църква „Св. Николаус“ в Гьофинген.

## Произход
Той е син на фрайхер Адам Бернхард фон Хорнщайн-Гьофинген (1643 – 1722) и съпругата му фрайин Мария Елизабет Унгелтер фон Дайсенхаузен (1651 – 1721), дъщеря на Волф Якоб Унгелтер фон Дисенхаузен (* 1596) и Мария Магдалена фон Клозен († 1681). Баща му Адам Бернхард е издигнат на фрайхер на 3 септември 1688 г.

## Фамилия
Франц Марквард се жени на 5 август 1751 г. в Бамберг за фрайин Мария Анна София Каролина фон Зикинген-Хоенбург (* 24 октомври 1698, Фрайбург; † 6 март 1769, Аугсбург), дъщеря на фрайхер Фердинанд Хартман фон Зикинген-Хоенбург (1673 – 1743) и Мария Елизабет Сидония Маршал фон Папенхайм (1680 – 1734), дъщеря на Марквард Йохан Вилхелм Маршал фон Папенхайм (1652 – 1686) и Мария Розина Констанция Шенк фон Щауфенберг († 1683). Те имат девет сина и шест дъщери, между тях:
- Марквард Еустах Филип фон Хорнщайн цу Гьофинген (* 16 март 1722, Гьофинген; † 29 септември 1806, Нойбург), фрайхер, женен на 26 ноември 1752 г. в Мюнстерхаузен за фрайин Мария Анна Валбурга Игнация Шертел фон Буртенбах (* 3 август 1736, Мюнстерхаузен; † 9 юли 1773, Гьофинген); имат двама сина и една дъщеря
- Мариана Франциска фон Хорнщайн (* 2 юли 1723, Гьофинген; † 27 декември 1809, Зекинген), последната княжеска абатиса на женския манастир „Зекинген ам Хохрейн“.
- Мария Анна Йозефа Валпургис София фон Хорншайн (* 12 май 1728; † 27 юли 1805, Бамберг), омъжена на 5 август 1751 г. в Бамберг за фрайхер Карл Дитрих Емеран фон Шротенберг (* 26 март 1716, Бамберг; † 14 април 1758, Бамберг)